# ファハド・ビン＝アブドゥルアズィーズ
ファハド・ビン・アブドゥルアズィーズ・アール・サウード（アラビア語: فهد بن عبد العزيز آل سعود, ラテン文字転写: Fahd bin Abdulaziz Al Saud、1923年 - 2005年8月1日）は、第5代サウジアラビア国王。ワッハーブ派イマームとしてはファハド1世。長男はファイサル・ビン・ファハド。

## 生涯
初代国王アブドゥルアズィーズが数多くの妻の中で最も寵愛したハッサの息子である。
1923年にリヤドで生まれたとされるが、正確な生年月日は不明である。第二次世界大戦後の1953年にサウジアラビアの文相、1962年に内相を務めた。
1964年に即位したファイサル国王の右腕として、1967年に新設された第二副首相に就任した。
第四次中東戦争をきっかけに第一次石油危機が起きた1973年12月に日本から中東特使としてサウジアラビアに派遣された三木武夫を迎え入れてファイサル国王とともに会談し、日本を友好国扱いにして対日石油供給制限を解除した。
1974年、アメリカ合衆国のリチャード・ニクソン大統領やヘンリー・キッシンジャー国務長官と会談して原油をドル建て決済で安定的に供給するサウジアラビアに米国は安全保障を提供する協定（ワシントン・リヤド密約）をファイサル国王とともに交わしてオイルダラーを確立した。
1975年にファイサル国王が暗殺された後は王太子・第一副首相となり、病弱なハーリド国王を補佐して内政・外交両面で政治手腕を発揮した。

### 治世

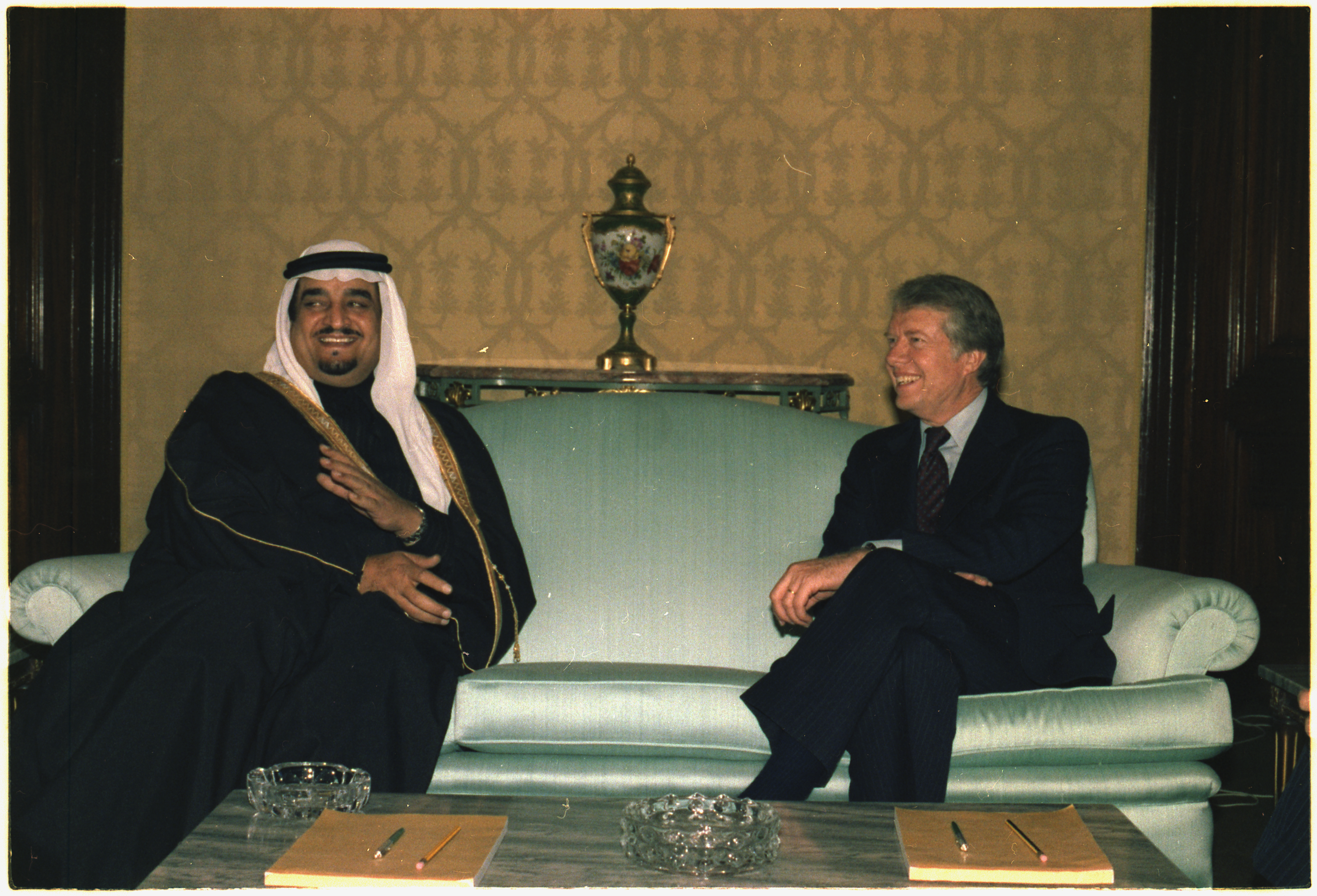
アメリカ合衆国大統領ジミー・カーター（右）と、1979年

米大統領ロナルド・レーガン（中央）とドナルド・トランプ（右端）と、1985年

1982年6月12日に、ハーリド国王崩御に伴いサウジアラビア王国第5代国王に即位した。
1980年代は、ソビエト連邦に対抗してアフガニスタンのムジャーヒディーンからニカラグアのコントラまで支援するなど基本的に親米路線で西側寄りだったが、1987年にはイラン・イラク戦争でサウジアラビアから巨額の財政支援を受けていたサッダーム・フセイン政権下のイラクによってアメリカ海軍のミサイルフリゲートのスタークが攻撃を受けた際は米軍への基地提供を拒み、中華人民共和国から中距離弾道ミサイルのDF-3を導入してアメリカの懸念を招いたこともあった。
1991年の湾岸戦争では、中国からの弾道ミサイルの購入に貢献したハリド・ビン・スルタンを多国籍軍のアラブ連合軍司令官に抜擢し、多国籍軍に参加したエジプトのホスニー・ムバーラクやシリアのハーフェズ・アサドと親密な間柄を築いた。この際にアルカーイダの司令官だったウサーマ・ビン・ラーディンとの会談で聖地を有するサウジアラビアの国内にアメリカ軍を駐留させない代わりにムジャーヒディーンによってイラク軍からサウジアラビアを防衛する計画を提案されるも拒否したため、アルカーイダは反米化して後にアメリカ同時多発テロ事件を起こすことになる。
1995年に脳卒中で倒れるなど健康不安が続いていたために療養を続け、2005年8月1日にリヤド市内の病院で崩御した。王位は、弟のアブドゥッラー・ビン・アブドゥルアズィーズ王太子が継承。

## 家族
母ハッサが産んだファハドを含む7人の男兄弟たちは、サウード家の最有力派閥として政府の重要なポストを占め、ハッサが有力部族スデイリー家出身であることから、「スデイリー・セブン」と称された。ファハドの他に最高級ポストまで昇り詰めた人物に、元皇太子スルターン（王位即位前に病死）、元皇太子ナーイフ（王位即位前に病死）、第7代国王サルマーンがいる。
スデイリ・セブンとその子や孫たちはサウード家の中での権力を掌握してきたが、1995年ファハドが脳卒中で倒れるなど健康を害したことに始まり、スデイリ・セブンも高齢に達し、世代交代も進んできたことにより新たな派閥が形成されてきている。

## 称号
1986年11月24日、ファハドは陛下の称号に代えて二聖モスクの守護者（خادم الحرمين Custodian of the Two Holy Mosques）の称号を名乗ると発表し、アブドッラー王太子に対し、この新たな称号をすべての公式文書、資料において使用するよう指示した。二聖モスクとはマッカのモスクとマディーナの預言者モスクを指している。これは世俗的王権性を否定し、伝統的称号を用いることで、国是としてのワッハーブ派に配慮したためである。